# Yi Si-yeong
Seongjae Yi Si-yeong (em coreano: 이시영; hanja: 李始榮; Seul, 3 de dezembro de 1868 — Busan, 19 de abril de 1953) foi um político coreano, ativista da independência, educador e estudioso do neoconfucionismo. Foi vice-presidente da Coreia do Sul entre 1948 e 1951. Yi renunciou após o incidente do Corpo de Defesa Nacional [en] de 1951. Seus apelidos eram Seongjae (성재; 省齋) ou Sirimsanin (시림산인; 始林山人). Antes do Tratado Japão-Coreia de 1910, ele havia servido como governador da província de Pyongan Sul em Joseon e presidente do tribunal de Hansung.

## Obras
- Gamseemanuh (감시만어, 感時漫語)